# 梅花镇 (道县)
梅花镇，是中华人民共和国湖南省永州市道县下辖的一个乡镇级行政单位。

## 行政区划
梅花镇下辖以下地区：
梅花村、虎头碑村、江南村、斜皮渡村、蒋莫村、赤源村、大路边村、砂路源村、修宜村、盘家村、西田村、正鹄村、黄土洞村、贵头村、石下渡村、车头村、井头村、仙田村、上仙田村、直洲村、玉岗村、斯屋村、司空岩村、廊洞村、新屋村、洞中村、社湾村、老母宅村、周家村和棠下村。梅西村，梅南村